# Grevillea victoriae
Espèce
Classification phylogénétique
Grevillea victoriae est une espèce de plante de la famille des Proteaceae. C'est un arbuste de 1 à 3 mètres de haut endémique au sud-est de la Nouvelle-Galles du Sud et à certaines régions montagneuses du Victoria en Australie. 
L'espèce a été officiellement décrite par le botaniste Ferdinand von Mueller, sa description publiée dans Transactions of the Philosophical Society of Victoria en 1855. 
Il existe actuellement deux sous-espèces reconnues: 
- G. victoriae subsp. nivalis
- G. victoriae subsp. victoriae